# HMS Chanticleer (U05)
«Шентіклір» (англ. HMS Chanticleer (U05)) — військовий корабель, шлюп типу «Модифікований Блек Свон» Королівського військово-морського флоту Великої Британії за часів Другої світової війни.

## Історія створення
Шлюп «Шентіклір» заклали 6 червня 1941 року на верфі компанії William Denny and Brothers у Дамбартоні. 24 вересня 1942 року спустили на воду, а 29 березня 1943 року він  увійшов до бойового складу Королівських ВМС Великої Британії.

## Історія служби
Після вступу у стрій шлюп «Шентіклір» увійшов до складу 7-ї ескортної групи і вересня 1943 року супроводжував конвої на маршруті Велика Британія-Гібралтар. Після ремонту ніс ескортну службу в Північній Атлантиці.
18 листопада 1943 року, коли «Шентіклір» разом з іншими кораблями переслідував німецькі підводні човни, він був уражений акустичною торпедою з U-515 та зазнав серйозних пошкоджень — відірвало корму. Проте корабель залишився на плаву й був відбуксирований у  Понта-Делгада на Азорських островах. Відновлення корабля визнали недоцільним та 22 листопада 1943 року офіційно виключили зі списків флоту.
Проте згодом корабель відбуксирували в порт Орта, де перетворили на несамохідну плавучу казарму та штабний корабель. 1 січня 1944 року його знову включили до складу флоту. Спочатку перейменували на «Hesperides», потім на «Lusitania II». Корабель залишався у строю до закінчення війни в Європі, після чого знову виключений зі складу флоту. У 1946 році корабель продали на злам.